# Dhaulagiri
De Dhaulagiri (Nepali: धौलागिरी, letterlijk: "witte berg") is een 8167 meter hoge berg in Nepal, in het gebergte Himalaya. Het is de op zes na hoogste berg ter wereld.
Naast de hoogste top, Dhaulagiri I, kent de Dhaulagiri nog vijf andere toppen, die in hoogte variëren van 7268 tot 7751 meter.
De Dhaulagiri I vormt de meest westelijke achtduizender in Nepal waardoor de wind veel grip heeft op de berg. De Dhaulagiri I wordt door een dal gescheiden van de lagere toppen. Op 13 mei 1960 bereikten Kurt Diemberger, Nawang Dorje, Ernst Forrer, Albin Schelbert, Peter Diener en Nima Dorje als eerste bergbeklimmers de top.

## Toppen van de Dhaulagiri
| Naam           | Hoogte |
| -------------- | ------ |
| Dhaulagiri I   | 8167 m |
| Dhaulagiri II  | 7751 m |
| Dhaulagiri III | 7715 m |
| Dhaulagiri IV  | 7661 m |
| Dhaulagiri V   | 7618 m |
| Dhaulagiri VI  | 7268 m |

De berg ligt ten noordwesten van Pokhara, een belangrijke stad en toeristische bestemming in de regio. De diepe kloof van de Kali Gandaki rivier scheidt de Dhaulagiri van de Annapurna Himal, waartoe ook de Annapurna I (eveneens een achtduizender) behoort. De Annapurna I ligt circa 30 kilometer ten oosten van de Dhaulagiri en is daarmee de dichtstbijgelegen top in deze orde van grootte.

## Klimgeschiedenis

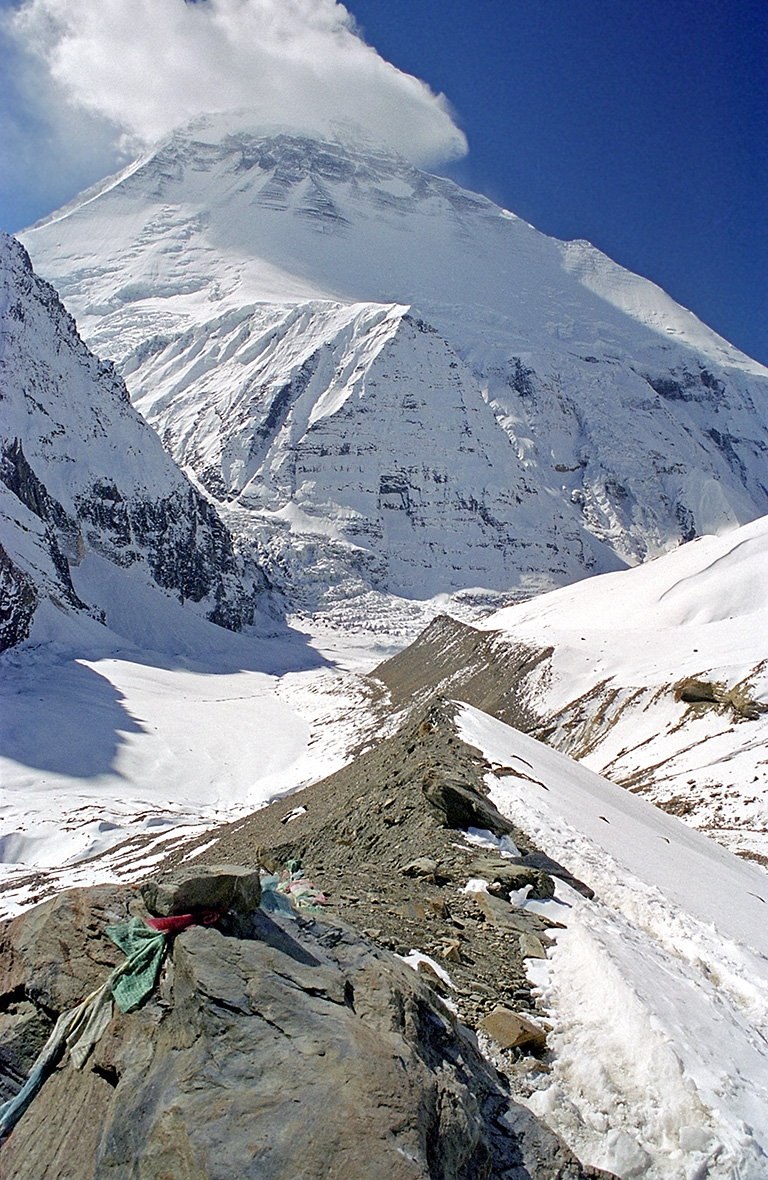
Dhaulagiri (2004)

Anno 2008 zijn ongeveer 300 klimmers erin geslaagd de top te bereiken.Voor zover bekend waren 12 van hen vrouwen. Ter vergelijking, voor Mount Everest ligt het totale aantal klimmers dat de top heeft gehaald rond de 1500.

### Chronologie in aanloop naar beklimming
- 1810 - Hyder Young Hearsey berekende de hoogte van de Dhaulagiri en concludeerde uit metingen op afstand dat de berg 8.167 meter hoog was. De berg was daarmee hoger dan de Chimborazo in de Andes, en dus de hoogste berg die op dat moment bekend was. Nog tot de ontdekking van Kangchenjunga, ongeveer 30 jaar later, werd algemeen aangenomen dat Dhaulagiri I de hoogste top ter wereld was.
- 1949 - De Zwitser A. Hein nam als eerste een foto van de Dhaulagiri.
- 1950 - Een Franse expeditie arriveerde in Nepal. Bij aankomst was nog niet zeker of de groep de Dhaulagiri of de Annapurna zou gaan beklimmen. Op dat moment was geen van beide bergen nog door mensen beklommen. Het team arriveerde als eerste bij de Dhaulagiri, via de handelsroute naar Tibet. Nadat ze twee weken geprobeerd hadden om de Dhaulagiri te beklimmen, verlegden zij hun aandacht toch naar de Annapurna. Uiteindelijk slaagden ze erin de top daarvan te bereiken. Zij waren daarmee de eerste mensen die een bergtop boven 8000 meter hoogte bereikten.
- 1953-1958 - Verschillende pogingen worden ondernomen om de noordelijke kanten van de Dhaulagiri te beklimmen. Een Zwitserse expeditie, die de noordwestkant van de berg koos, strandde op 7400 meter, ruim 500 meter onder de top.

### Eerste geslaagde expeditie
1960 - Een Zwitsers-Oostenrijkse expeditie van zes klimmers, (waaronder de bekende Kurt Diemberger) wist uiteindelijk op 13 mei 1960 de top te bereiken. De groep stond onder leiding van Max Eiselin en bestond verder uit Kurt Diemberger, Peter Diener, Ernst Forrer, Albin Schelbert, Nyima Dorji en Nawang Dorji. Zij kozen voor een route langs de noordoostelijke kant van de berg, wat later ook de meest gangbare route voor beklimming werd. Die route was een jaar eerder gebruikt door een (niet geslaagde) Oostenrijkse expeditie onder leiding van Fritz Moravec.
De succesvolle expeditie in 1960 had bovendien nog een andere primeur: het was de eerste Himalaya-expeditie waarbij een vliegtuig op de berg zelf landde om daar grote hoeveelheden expeditiemateriaal af te leveren. Die landing was een wereldrecord voor hoogtelandingen. Overigens stortte het vliegtuig later neer bij de Damphus-pas, niet ver van de landingsplaats. De piloten overleefden het ongeluk.

### Latere expedities
Een nieuwe expeditie vond pas negen jaar later plaats. De top werd door die groep echter niet gehaald en de expeditie kende een tragisch einde toen 8 klimmers werden bedolven onder een lawine. Op 6 mei 1982 bereikten vijf leden van de Belgian Dhaulagiri I Expedition 1982 de top. Onder hen was Lut Vivijs die als eerste vrouw deze berg beklom. Statistische gegevens (met name van Hawley) tonen overigens aan, dat er in de jaren 2000–2005 in totaal 171 klimmers op Dhaulagiri geweest zijn. Slechts 26 van hen (circa 15%) bereikten de top. Bij expedities die plaatsvonden in het voorjaar lag het succespercentage iets hoger, op 19%. In ieder geval zijn deze percentages aanzienlijk lager dan die over de hele periode sinds 1950. Het is niet helemaal duidelijk waardoor deze daling in succesvolle beklimmingen veroorzaakt wordt, maar mogelijk houdt die verband met verslechterende omstandigheden van de gletsjer en de verschuivende seizoenen (met tevens extremer weer).

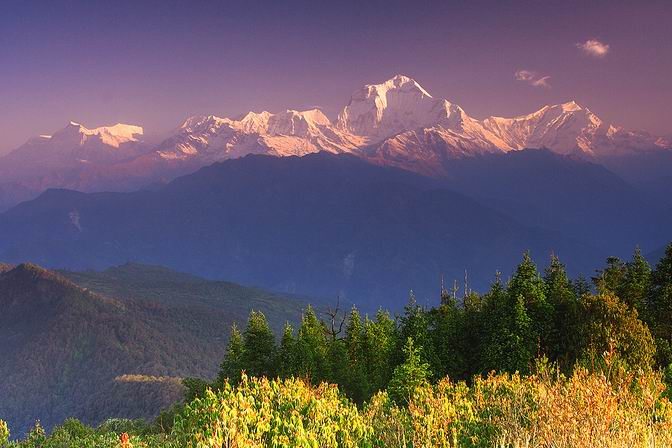
Uitzicht op het massief van de Dhaulagiri vanuit het oosten, vanaf Poon Hill.

## Omgeving
In de omgeving van het Dhaulagiri-massief liggen kleine dorpjes met uitgestrekte rijstterrassen, maar ook tropische oerwoudachtige bossen met een overvloed aan tropische planten en bamboe. De dorpen rond de Dhaulagiri zijn erg arm en de gezondheidszorg is beperkt. Er zijn valleiën waaronder de witte Hidden Valley (Verborgen Vallei). Ook zijn er diepe grillige kloven. De Dhaulagiri staat bekend om zijn lawinegevaar.